# Simone Del Nero
Simone Del Nero (Carrara, 4 de agosto de 1981) é um ex-futebolista italiano que atuava como meia.

## Carreira
Simone Del Nero representou a Seleção Italiana de Futebol nas Olimpíadas de 2004, que conquistou a medalha de bronze.